# Nina Sztanski
Nina Wiktorowna Sztanski, ros. Нина Викторовна Штански; rum. Nina Ștanski (ur. 10 kwietnia 1977 w Tyraspolu) – naddniestrzańska polityk, minister spraw zagranicznych i wicepremier w latach 2012-2015. Włada językiem angielskim.

## Życiorys
Nina Sztanski urodziła się 10 kwietnia 1977 w Tyraspolu w Mołdawskiej SRR w Związku Radzieckim. Ukończyła studia na wydziale prawa Naddniestrzańskiego Państwowego Uniwersytetu im. Tarasa Szewczenki.
W latach 2002–2009 Sztanski była członkinią Rady Najwyższej Naddniestrza. 24 stycznia 2012 została ministrem spraw zagranicznych Naddniestrza, a 6 listopada tego samego roku także wicepremierem. Obie funkcje sprawowała do 14 września 2015.
18 września 2015 wyszła za mąż za prezydenta Naddniestrza Jewgienija Szewczuka, w związku z czym została pierwszą damą. Pozostawała nią do grudnia 2016, gdy Szewczuk przegrał wybory prezydenckie, a nowym prezydentem Naddniestrza został Wadim Krasnosielski.

## Nagrody i odznaczenia
- Medal „Za Zasługi w Pracy” (2007)[1]
- Tytuł „Człowiek Roku 2012” w kategorii „urzędnik państwowy” (2012)[1]
- Medal „Za Zasługi” (2013)[6]
- „Order Przyjaźni” (2013)[7]
- Medal „25 lat Naddniestrzańskiej Republiki Mołdawskiej” (2015)[8]
- Medal „70 lat Zwycięstwa w Wielkiej Wojnie Ojczyźnianej” (2015)[9]